# ジャムパラ
『ジャムパラ』とは1997年4月8日から9月30日までに日本テレビ深夜に放送されたコント番組である。正式タイトルは『ビビるのジャムパラ』。

## 概要
放送当時、無名だった若手芸人達によるコント番組。主にコントと、メンバー同士のトークコーナー、及びレギュラー出演者達によるチャレンジ企画を中心に放送。
さまぁ〜ずの大竹一樹が初めて構成を担当した番組でもあるが、番組最終回に大竹本人が出演した際に「俺は一度もちゃんと構成に加わってない」というような旨の衝撃的な発言をしていた。

## キャスト
- ビビる
- スープレックス
- ファンキーモンキークリニック
- ジェット☆キッズ
- 新山千春
- あぶらとり紙
- プリオ
- 坂道コロコロ
- 小林千香子

## スタッフ
- 堀義貴（現ホリプロ代表取締役会長兼社長。現場を離れる堀が「最後に無名の若手だけで番組をやりたい」と、この番組を立ち上げた）
- 大竹一樹（構成）
- 杉本雅彦
- 池田克己（編集）
- 岩野博昭（MA）
- 有馬克己（音響効果）

## ネット局
- 日本テレビ（制作局）
- 中京テレビ（不定期放送）

| 日本テレビ 日本テレビ火曜25:45枠 | 日本テレビ 日本テレビ火曜25:45枠 | 日本テレビ 日本テレビ火曜25:45枠        |
| 前番組                           | 番組名                           | 次番組                                  |
| -------------------------------- | -------------------------------- | --------------------------------------- |
| しんパラ THE NEXT GENERATION     | ビビるのジャムパラ               | 剣風伝奇ベルセルク （ここからアニメ枠） |